# Dinette

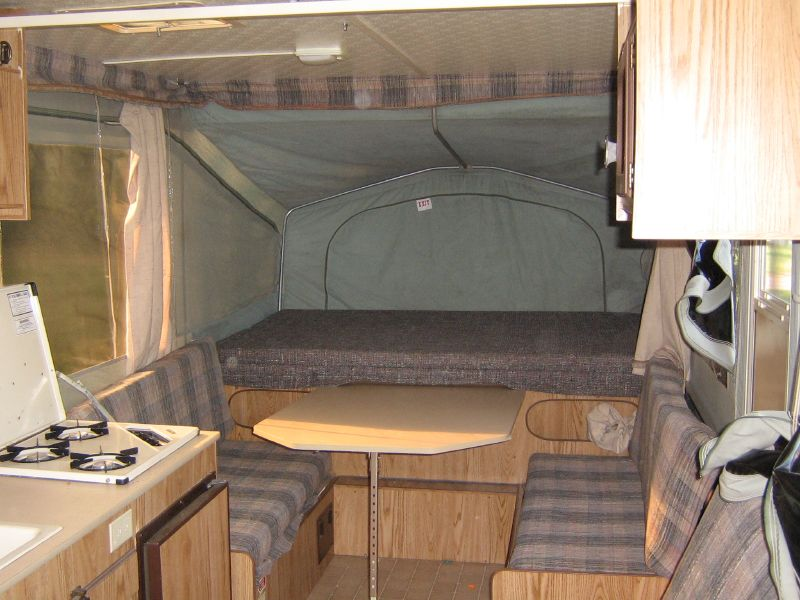
Dinette

Als Dinette (von engl. Dinette „Essecke“ oder „Essnische“) wird in Wohnmobilen, Wohnwagen und kleineren Booten eine Sitzkombination aus zwei gegenüberliegenden Sitzbänken mit dazwischen stehendem Tisch bezeichnet. 
Oftmals lässt sich die Dinette zu einem Schlafplatz umbauen. Dafür wird der Tisch auf das Niveau der Sitzbankkästen abgesenkt. Auf der so entstehenden Fläche werden die Sitzpolster zusammen mit den Rückenpolstern als Matratze ausgelegt. 
Diese Sitz-Liege-Kombination findet man besonders häufig in Wohnmobilen, die auf Basis von Kastenwagen ausgebaut sind, um Platz zu sparen. 
In modernen Wohnmobilen ist immer häufiger eine sogenannte Halbdinette zu finden. Hier wird auf die vordere, entgegen der Fahrtrichtung orientierte Sitzbank verzichtet. Dafür besteht die Möglichkeit, den Fahrer- und oft auch den Beifahrersitz zu drehen, und bei luxuriösen Mobilen auch anzuheben. Vorteil der Halbdinette ist der geringere Platzbedarf und der geringere Abstand zwischen Fahrerhaus- und Dinette-Sitzplätzen während der Fahrt. Als nachteilig erweist sich oft die geringere Winterfestigkeit, da das Fahrerhaus im Gegensatz zu einer Volldinette-Lösung nicht vollständig vom Wohnbereich abgetrennt werden kann.